# Tomasz Unton
Tomasz Unton (ur. 1 listopada 1970 w Szczecinie) – polski piłkarz występujący na pozycji pomocnika, trener piłkarski.

## Życiorys
Swoją karierę zaczynał w Arce Gdynia, jednakże największą część swojej kariery spędził w Lechii Gdańsk. Oprócz tego był także zawodnikiem takich klubów, jak Legia Warszawa, Lechia/Olimpia Gdańsk, Polonia Warszawa, Śląsk Wrocław, Wierzyca Starogard Gdański, GKP Gorzów Wielkopolski, Eisenhüttenstädter FC Stahl, Kaszuby Połchowo, GKS Luzino i Zatoka Puck.
W 2014 był trenerem Lechii Gdańsk.

## Sukcesy

### Legia Warszawa
- Ekstraklasa

Mistrzostwo (1): 1994/95
- Puchar Polski

Zdobywca (1): 1994/95